# Handwerk

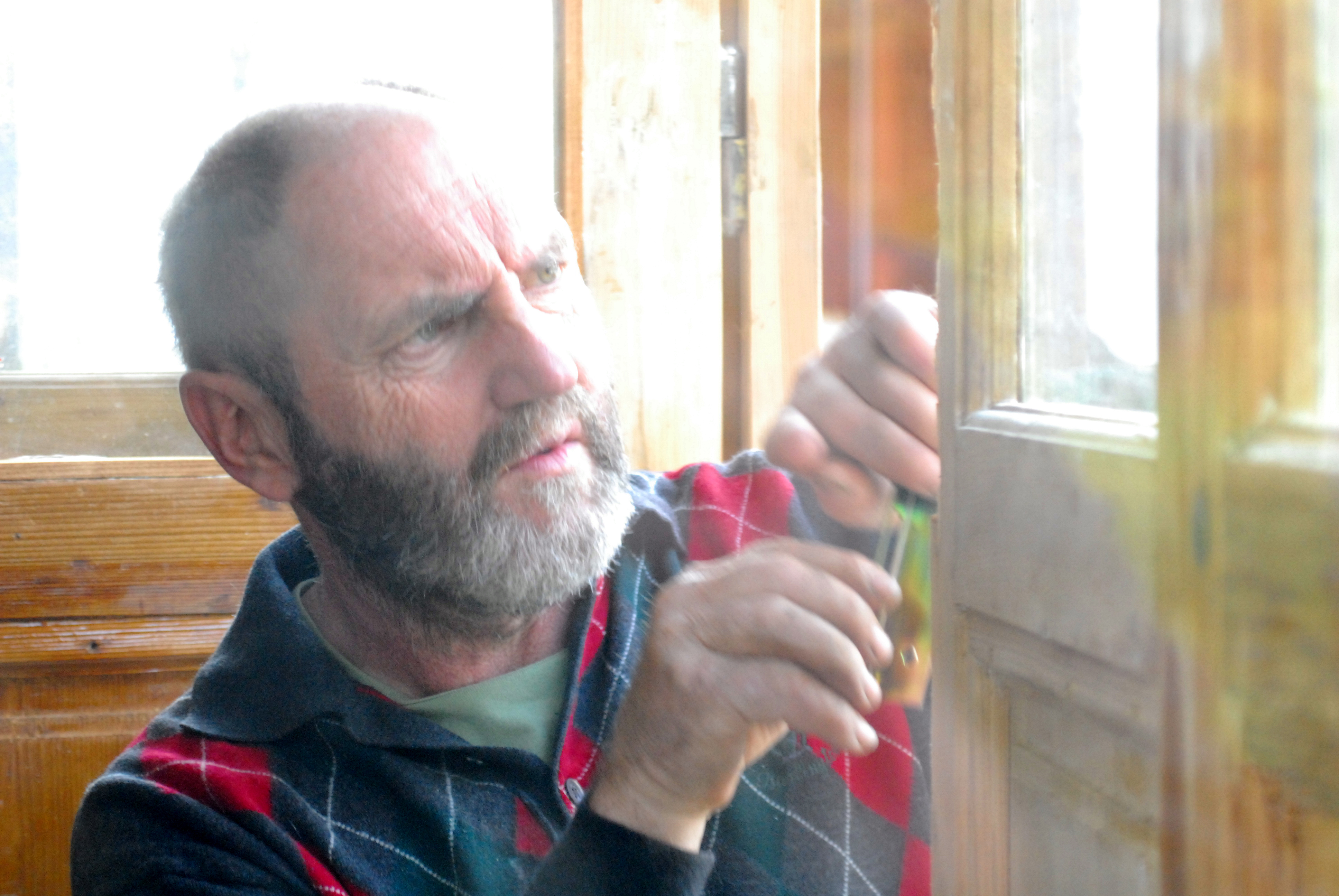
Schreiner-Arbeit an einem Windfang

Als Handwerk (von mittelhochdeutsch hant-werc, eine Lehnübersetzung zu lateinisch opus manuum und altgriechisch χειρουργία cheirurgía „Handarbeit“) werden zahlreiche gewerbliche Tätigkeiten bezeichnet, die Produkte meist auf Bestellung fertigen oder Dienstleistungen auf Nachfrage erbringen. Der Begriff bezeichnet auch den gesamten Berufsstand. Die handwerkliche Tätigkeit steht der industriellen Massenproduktion gegenüber. Das handwerkliche Gewerbe wird in Deutschland verbindlich durch die Handwerksordnung geregelt.

## Geschichte

### Antike
Im Griechenland der klassischen Zeit war die Handwerkskunst (téchnai banausikaí, daher auch unser heutiges Wort „Banause“) insbesondere in den größeren Poleis nicht besonders hoch angesehen. So schrieb Xenophon in seinem Werk Oikonomikós (4, 2-3):

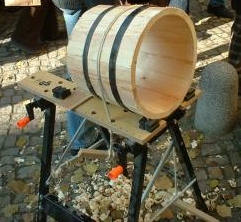
Historisches Handwerk: Böttcherei oder Fassbinderei

„Denn gerade die so genannten handwerklichen Berufe sind verrufen und werden aus gutem Grund in den Städten besonders verachtet. Sie schädigen nämlich die Körper der Arbeiter und Aufseher, indem sie diese zwingen, zu sitzen und unter einem Dach zu arbeiten; manche nötigen sie sogar dazu, den ganzen Tag vor dem Feuer zuzubringen. Sind die Körper aber erst verweichlicht (wörtlich: verweiblicht, d. h. mit der hellen Hautfarbe der im Haus Tätigen), werden auch die Seelen anfälliger für Krankheiten. Auch gewähren die so genannten handwerklichen Berufe die geringste freie Zeit, sich noch um Freunde oder die Stadt zu kümmern, sodass solche Leute unbrauchbar zu sein scheinen für geselligen Umgang und zur Verteidigung des Vaterlandes. Folglich ist es in einigen Städten, besonders aber in denen, die als kriegstüchtig gelten, auch keinem Bürger erlaubt, in handwerklichen Berufen zu arbeiten.“
Sein Hauptargument gegen das Handwerk ist die Arbeit im Inneren einer Werkstatt, was er mit Tätigkeiten einer Frau innerhalb des Hauses gleichsetzt. Das Ausüben eines Handwerks disqualifiziert also den Handwerker für den Kriegsdienst; er kann also seine Polis nicht verteidigen. Außerdem bleibe nach Xenophon bei einem Handwerk keine Freizeit übrig, die man für Freunde oder sonstige Tätigkeiten für die Polis aufbringen könnte.
Platon hingegen sieht in seinem Werk Politeia (601c–602a) den Handwerker in zu starker Abhängigkeit von dem Konsumenten:
„Nun aber bezieht sich doch die Qualität und die Schönheit und die richtige Beschaffenheit eines jeden Gerätes und Gegenstandes sowie Lebewesens auf nichts anderes als auf den Gebrauch, wozu eben ein jedes hergestellt oder von Natur aus hervorgebracht ist.“ – „Notwendig also ist auch der Gebrauchende immer der Erfahrenste und er muss dem Herstellenden Bericht erstatten, wie sich das, was er gebraucht, gut oder schlecht zeigt im Gebrauch. Wie der Flötenspieler dem Flötenmacher Bescheid geben muss bezüglich der Flöten, welche ihm gute Dienste leisten beim Flöten, und ihm angeben muss, wie er sie machen soll, dieser aber muss Folge leisten.“ – „Natürlich.“ – „Der eine also als Wissender gibt an, was gute und schlechte Flöten sind, der andere aber stellt sie her als Glaubender?“ – „Ja.“ – „Von demselben Gerät also hat der Herstellende einen richtigen Glauben, wie es schön sei oder schlecht, weil er mit dem Wissenden umgeht und genötigt wird, auf diesen Wissenden zu hören; die Wissenschaft davon aber hat der Gebrauchende.“
Aufgrund dieser Abhängigkeit kann der Handwerker für Platon nicht im eigentlichen Sinne „frei“ sein, bekommt also einen sklavenähnlichen Status.
Schließlich geht Aristoteles in seinem Buch Politik (1328b–1329a) sogar so weit zu sagen, dass eine Polis nur dann glücklich sein kann, wenn keiner ihrer Bürger ein Handwerk ausüben muss:
„Da wir nun nach der besten Verfassung fragen, also derjenigen, bei der die Stadt am glücklichsten ist, und da wir vorhin feststellten, dass die Glückseligkeit ohne Tugend nicht bestehen kann, so ist klar, dass in der am besten verwalteten Stadt, deren Bürger also schlechthin und nicht nur unter bestimmten Voraussetzungen gerecht sind, diese weder das Leben von Handwerkern noch von Kaufleuten führen dürfen. Denn ein solches Leben ist unedel und widerspricht der Tugend.“
Dennoch kann von keiner allgemeinen Verachtung des Handwerks gesprochen werden. So erkannte Xenophon in seinem Werk Kyrupädie die Vorteile der Spezialisierung und der Arbeitsteilung (VIII 2, 6–7):
„Denn ebenso wie die verschiedenen Handwerkskünste in den großen Städten am höchsten entwickelt sind, sind auf dieselbe Weise auch beim König die Speisen besonders gut zubereitet. In den kleinen Städten fertigen dieselben Leute ein Bett, eine Tür, einen Pflug, einen Tisch, und oft baut auch ebenderselbe Mann Häuser und ist zufrieden, wenn er so nur genügend Arbeit findet, um sich zu ernähren. Nun ist es aber unmöglich, dass ein Mensch, der vieles macht, alles gut macht. In den großen Städten aber genügt jedem auch ein Handwerk, um sich zu ernähren, da viele einer jeden Sache bedürfen. Oft genügt auch weniger als ein ganzes Handwerk: Z. B. fertigt der eine Schuhe für Männer, der andere für Frauen. Es gibt auch Orte, wo einer allein davon lebt, Schuhe zu reparieren, ein anderer davon, sie zuzuschneiden, wieder ein anderer nur davon, dass er die Oberleder zusammennäht, und schließlich einer, der nichts von alldem tut, sondern diese Teile zusammenfügt. Es ist nun aber zwingend, dass der, der auf einem kleinen Gebiet arbeitet, seine Arbeit am besten kann.“

### Mittelalter
Im weitgehend bäuerlich geprägten Frühmittelalter spielten die sich später spezialisierenden Handwerkstätigkeiten wie die Verarbeitung von Nahrungsmitteln, die Herstellung von Textilien oder das Fertigen von Geräten und Bauten aus Holz noch eine verschwindend geringe Rolle gegenüber der häuslichen Eigenproduktion. Spezielle Arbeitstechniken, wie Bronzeguss, Malerei und Bildhauerei, waren an Klöster gebunden. Erst im Hochmittelalter und mit der Städtebildung erhielten urbane Zentren ihre antike Bedeutung zurück. Die hergestellten Waren wurden auf Märkten feilgeboten oder in Werkstätten und Läden ausgestellt und verkauft. Eine Ausnahmerolle spielten Baumeister und Steinhauer, die, von einer (Kirchen-)Bauhütte zur nächsten ziehend, über territoriale Grenzen hinweg Fertigkeiten, Innovationen und Stilentwicklungen verbreiteten.
Wichtige handwerkliche Berufe waren Schmied oder Töpfer, deren Tätigkeiten schon damals eine umfangreichere Ausrüstung erforderten. Mit der kulturellen Entwicklung des städtischen Lebens ging eine Diversifizierung der Textilherstellung und Lederverarbeitung einher, Goldschmiede, Möbeltischler oder Zinngießer brachten kunsthandwerkliche Sonderleistungen hervor. Einzelne Gewerke der städtischen Handwerkerschaft schlossen sich bis gegen Ende des Mittelalters zu selbstverwalteten Zünften zusammen. Neben ihnen gab es nur wenige freie Gewerbe und einzelne, vom Zunftzwang befreite Freimeister, aber zahlreiche heimlich in Vorstädten und auf Dachböden arbeitende Handwerker, die von den entsprechenden Zunftmeistern verfolgt wurden. Die politische Machtteilhabe der Handwerker an den sich entwickelnden städtischen Gremien war im deutschsprachigen Raum sehr unterschiedlich, doch überwogen solche kommunalen Verfassungen, in denen grundbesitzende und handeltreibende Familien das Sagen hatten.

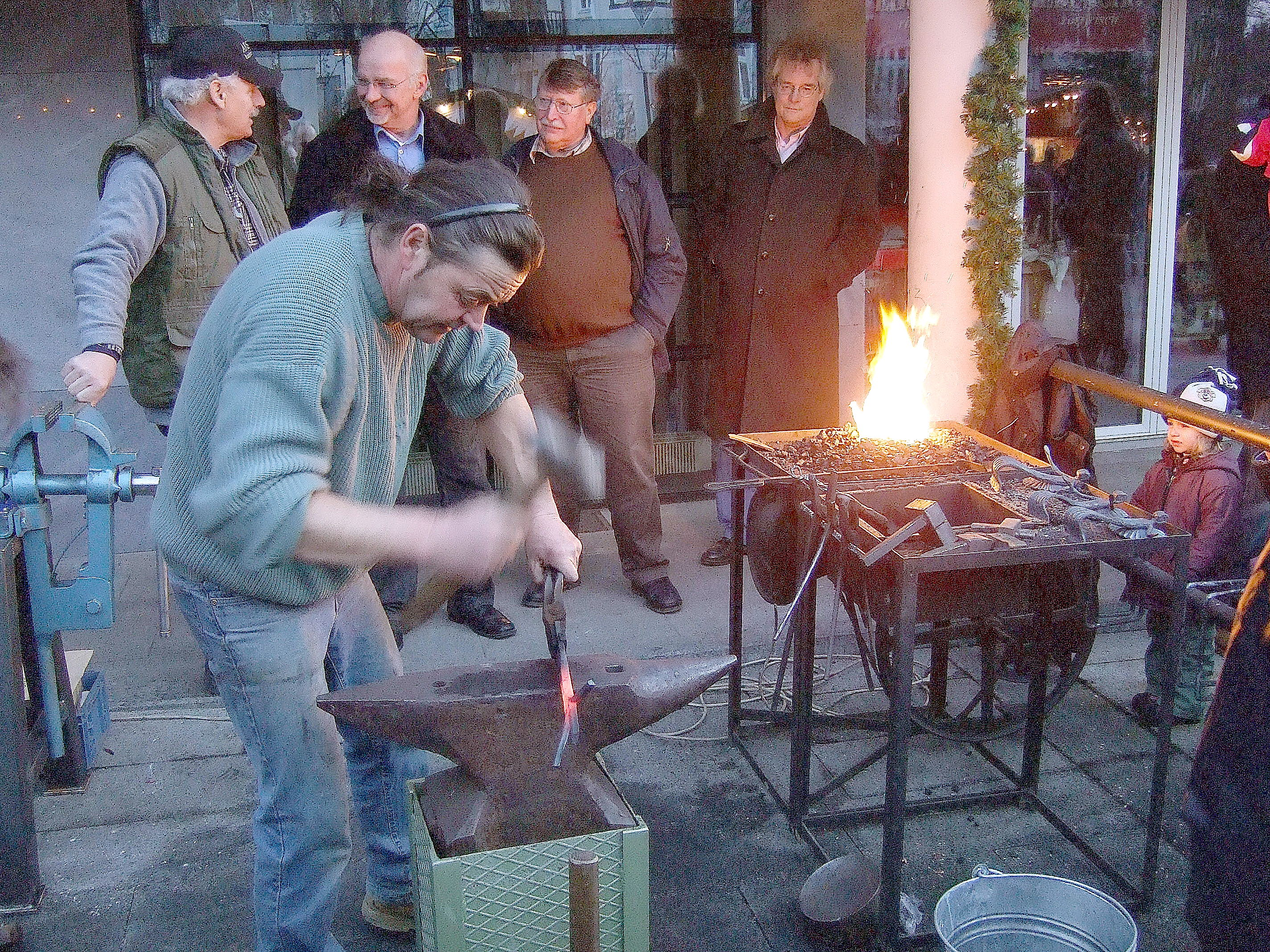
Schmiede-Vorführung

Zu den sogenannten „artes mechanicae“, den praktischen Künsten, zählte man im europäischen Mittelalter sieben verschiedene Handwerke:
- vestiaria (Bekleidungshandwerk, d. h. Schneider, Gerber, Weber)
- agricultura (Landwirtschaft)
- architectura (Bauhandwerk, d. h. Steinmetzhandwerk, Maurerhandwerk, Schreinerei)
- militia und venatoria (ersteres Kampfkunst und Waffenkunde, letzteres das Jagdhandwerk)
- mercatura (Handel und kaufmännische Tätigkeiten)
- coquinaria (Kochkunst)
- metallaria (Schmiedehandwerk, Metallurgie)

Aus dem Mittelalter stammt das deutsche Sprichwort Handwerk hat goldenen Boden, dessen Spruch vollständig lautet Handwerk hat goldenen Boden, sprach der Weber, da schien ihm die Sonne in den leeren Brotbeutel. Der Spruch war sarkastisch auf die Armut vieler kleiner Handwerksmeister, insbesondere der Weber, gemünzt.
Im Tiroler Freilichtmuseum Knappenwelt Gurgltal wird bei der jährlichen Handwerkerey originalgetreues Handwerk aus dem Mittelalter präsentiert, u. a. Töpfern, Schmieden, Wollverarbeitung und Bogenbau.

### Frühe Neuzeit
Vom 16. bis zum 18. Jahrhundert nahmen die berufsständischen Regelungen, zum Beispiel zur Lehrzeit, zum Lehrgeld, dem Gesellenstück, der Walz oder der Meisterprüfung mit dem Ansteigen der Komplexität der Berufskonzepte und der fortschreitenden Spezialisierung weiter zu. Die zeitgenössische Ständeliteratur verzeichnete die wichtigsten Handwerke, Verrichtungen, Arbeitsgegenstände und Arbeitsmittel. Wandernde Gesellen erlernten, überlieferten und verbreiteten unterschiedliche Arbeitstechniken. Zudem erfolgte durch die Walz ein gewisser Arbeitsmarktausgleich. Arbeitszeugnisse der Handwerker waren häufig kalligraphisch kunstvoll ausgestaltete Handwerkskundschaften. Handwerk hatte sprichwörtlich einen goldenen Boden. Berufswahl erfolgte zumeist standesgemäß nach der Ständeordnung. Frauen, Juden, unehelich geborenen Menschen und Nachkömmlingen von sogenannten Ehrlosen (zum Beispiel Henkerskinder) blieb der Zugang zu traditionellen Handwerken häufig verwehrt. In zünftischen Handwerksbetrieben spielten die Meistersfrauen – wie dies anhand des Schreinerhandwerks in Basel gezeigt wurde – allerdings eine wichtige Rolle, indem sie in praktisch allen Produktionsvorgängen einschließlich Materialbeschaffung und Absatz beteiligt waren, und Witwen durften sogar vielfach einen Handwerksbetrieb in eigener Regie leiten.
Entsprechend der wirtschaftlichen Bedürfnisse, der Entwicklung bestimmter Technologien und dem Zeitgeschmack blühten zusätzlich zu den traditionellen Handwerksberufen wie Fleischer oder Goldschmied neue Berufe wie Buchdrucker, Kupferstecher, Orgelbauer oder Perückenmacher auf. Handwerker hatten sich bei einem Brand gemäß Anordnungen des 18. Jahrhunderts zur Brandverhütung im Kurfürstentum Trier und in weiteren Kurfürstentümer des Heiligen Römischen Reiches mit ihrem Werkzeug zum Brand zu begeben, um dort fachmännisch zu helfen.

### Entwicklung in Deutschland seit dem 19. Jahrhundert

Das Deutsche Handwerkszeichen, bis 1994 offizielles Symbol des Handwerks

Angeregt durch die Französische Revolution und die dann einsetzende Industrialisierung setzte sich im Europa des 19. Jahrhunderts schließlich langsam die Gewerbefreiheit durch, die jedem Bürger das Recht zubilligte, ein Handwerk eigener Wahl auszuüben.
Am 2. November 1810 wurde die Gewerbefreiheit in Preußen eingeführt. Am 21. Juni 1869 wurde schließlich die „Gewerbeordnung für den Norddeutschen Bund“ verabschiedet, die nach der Reichsgründung 1871 im ganzen Reich Gültigkeit erlangte. Jeder Bürger war nun berechtigt, einen Handwerksbetrieb zu gründen. 1897 und 1908 wurde die Gewerbeordnung schließlich novelliert; sie wird heute allgemein als Fundament des dualen Systems der Berufsausbildung betrachtet.
Insbesondere seitens der Handwerksmeister waren Bemühungen, die Gewerbefreiheit wieder zu beschränken, ersichtlich. So wurde 1897 ein Handwerksgesetz verabschiedet, das eine Handwerkskammer legitimierte und der alle Handwerker beizutreten hatten. 1908 wurde der „kleine Befähigungsnachweis“ erlassen, der für die Ausbildung von Lehrlingen wieder den Meisterbrief erforderlich machte. Den Abschluss der Bewegung stellte die Handwerksordnung von 1935 mit der Wiedereinführung des großen Befähigungsnachweises dar, mit dem selbst für die Ausübung eines Handwerks wieder der Meisterbrief verlangt wurde.

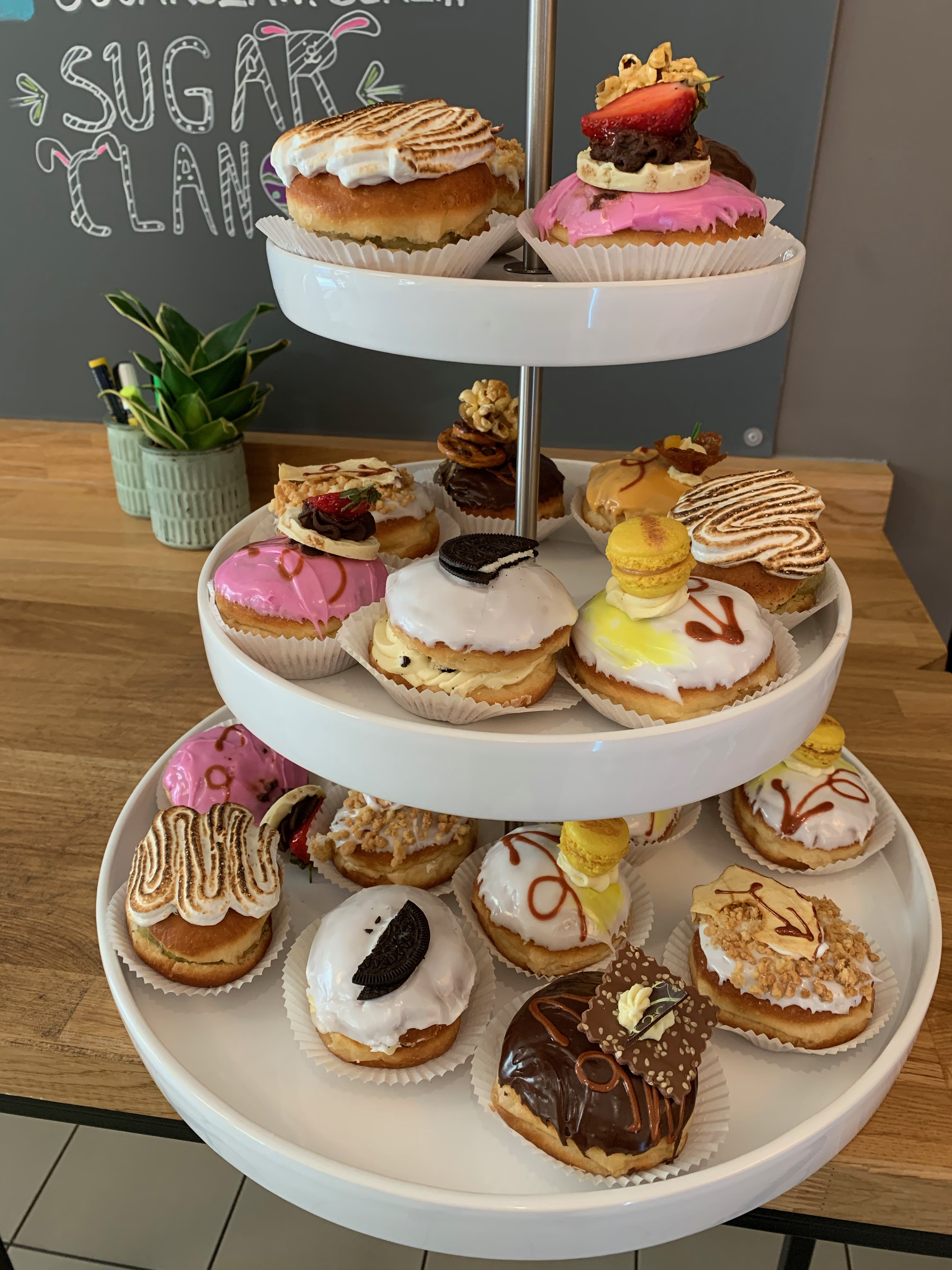
Berliner Pfannkuchen aus einer Konditorei (2020)

Nach dem Zweiten Weltkrieg wurde in der amerikanischen Besatzungszone – nun nach US-Vorbild – eine fast schrankenlose Gewerbefreiheit eingeführt. Die vorgeschriebene Mitgliedschaft in den Kammern und Innungen (sogenanntes Institut der fakultativen Zwangsinnung) wurde nun zur freiwilligen Angelegenheit. Ab 10. Januar 1949 genügte eine Postkarte, um ein Gewerbe anzumelden – der Meisterzwang entfiel. Wieder setzte ein Gründungsboom ein. Allein in München wurden im ersten Jahr der Gewerbefreiheit so viele neue Gewerbe angemeldet, wie vorher insgesamt bestanden hatten.
Diese Freiheit wurde jedoch 1953 mit Verabschiedung der Handwerksordnung wieder eingeschränkt. Für 94 handwerkliche Berufe wurde abermals bundesweit die Meisterpflicht eingeführt. Federführend waren dabei die Bundestagsabgeordneten Richard Stücklen (CSU) und Hans Dirscherl (FDP).
Diese Notwendigkeit des Meisterbriefs wurde unter anderem mit besonderer Gefahrengeneigtheit und hohen Anforderungen an den Verbraucherschutz sowie die dafür nötige fundierte Berufsausbildung gerechtfertigt. Handwerkliche Selbständigkeit ohne Meisterbrief wurde somit als ordnungswidrige Schwarzarbeit strafrechtlich verfolgt.
2003/2004 beschloss der Bundestag eine Novellierung dieser Regelung: In der Handwerksrechtsnovelle wurde die Gewerbefreiheit in 53 Handwerksberufen (aufgeführt in der Anlage B der Handwerksordnung) wieder eingeführt. Für diese Berufsstände reicht nunmehr der kleine Befähigungsnachweis. Die übrigen 41 Handwerke (enthalten in der Anlage A der Handwerksordnung) behalten den Zwang zum großen Befähigungsnachweis, es sollen aber Alternativen zum Meisterbrief geschaffen werden.

## Handwerk als Wirtschaftsbereich
Das Handwerk ist ein heterogener (also vielseitiger) Wirtschaftsbereich. Die Varianten reichen vom Industriezulieferbetrieb bis zum Handwerker im konsumnahen Umfeld, vom mittelständischen Unternehmen mit Hunderten von Mitarbeitern bis zum Kleinstbetrieb. Handwerksunternehmen sind aufgrund ihrer Größe und ihres Leistungsspektrums sowohl auf dem Absatz- als auch auf dem Arbeitsmarkt weitgehend lokal beziehungsweise regional orientiert. Viele Bereiche der Handwerkswirtschaft stehen in unmittelbarer Konkurrenz zur industriellen Fertigung und zur Schwarzarbeit. Letztere macht mittlerweile, mit steigender Tendenz, über 15 % des Bruttoinlandprodukts in Deutschland aus.

### Deutschland

#### Tätigkeitsfelder
Die Handwerksbetriebe sind nach der Handwerksordnung in 53 zulassungspflichtigen, 56 zulassungsfreien und 57 handwerksähnlichen Gewerben tätig. Handwerk definiert sich über die in der Handwerksordnung ausgewiesenen Bereiche (Positivliste). Handwerk beschränkt sich hierdurch überwiegend auf Märkte, deren Expansionschancen in der wissensbasierten Ökonomie teilweise als begrenzt gelten. 43,4 % der Betriebe aus Anlage A sind im Bereich Metall/Elektro, 25,8 % im Bau- und Ausbaugewerbe, 15,6 % im Gesundheits-, Körperpflege oder Reinigungsgewerbe, 7,2 % im Bereich Holz, 6,7 % in den Nahrungsmittelgewerben, 1 % in der Handwerksgruppe Glas-, Papier-, Keramik- und sonstige Gewerbe und weniger als 1 % in der Bekleidungs-, Textil- und Lederbranche.
Ein eigenes Thema bzw. Tätigkeitsfeld ist der weit verbreitete Handwerker-Pfusch, womit zum einen die Schwarzarbeit oder das Arbeiten von Personen ohne fachliche Grundlage (die den legal Tätigen also ins Handwerk pfuschen) gemeint sind, zum anderen jede mangelhafte Ausführung eines Handwerks, auch Murks genannt. Laut Gewährleistungspflicht wird dann ein Nachbessern oder ein anderer Leistungsausgleich fällig. Der Streit darum beschäftigt vermehrt Gerichte, sodass eigene Gütestellen zur Regelung so genannter Bagatellfälle eingerichtet wurden; siehe auch Handwerkerehre.

#### Betriebe und Beschäftigte

Durchschnittlicher Bruttostundenverdienst in einigen Handwerksberufen in Deutschland (2003 bis 2005)

In rund 887.000 Betrieben arbeiten knapp 5 Millionen Menschen, fast 500.000 Auszubildende werden im Handwerk ausgebildet. Somit sind zurzeit noch 12,8 % aller Erwerbstätigen und rund 31 % aller Auszubildenden in Deutschland im Handwerk tätig. Handwerksunternehmen sind überwiegend Kleinbetriebe. Eine handwerksbezogene Auswertung des IAB-Betriebspanels 2003 belegt, dass 50 % der Betriebe weniger als fünf Mitarbeiter und 94 % weniger als zwanzig Mitarbeiter haben. Etwa 20 % der Handwerker arbeiteten im Jahr 2003 in Betrieben mit weniger als fünf Mitarbeitern, 35 % in Betrieben mit mehr als zwanzig Mitarbeitern. Die größte Gruppe der Handwerker (45 %) war somit in Betrieben mit fünf bis zwanzig Mitarbeitern tätig. Die durchschnittliche Betriebsgröße war 2003 im Handwerk mit 7,6 Beschäftigten nur halb so groß wie in der Gesamtwirtschaft. Im Jahr 2009 erreichte der Umsatz im Handwerk rund 488 Milliarden Euro. Seit mit der Novellierung der Handwerksordnung 2004 in vielen Gewerken der Meisterbrief als Voraussetzung für die Gründung entfiel, ist die Zahl der Handwerksbetriebe deutlich gestiegen, von 846.588 im Jahr 2003 auf 975.000 im Jahr 2009.
Die wirtschaftliche Bedeutung des Handwerks erschließt sich allerdings nicht nur aus der Anzahl der Betriebe, der dort beschäftigten Erwerbspersonen und deren Wertschöpfung. Darüber hinaus hat das Handwerk eine besondere regionalpolitische Bedeutung: Die Handwerksbetriebe sind über die Fläche verteilt und tragen Wachstum und Beschäftigung auch in die ländliche Region. Gerade in strukturschwachen Regionen ist die Verfügbarkeit von Handwerksleistungen wiederum ein wichtiger Standortfaktor: Für Standortentscheidungen von Unternehmen ist nicht selten die ortsnahe Verfügbarkeit von Handwerksleistungen (Zulieferer, Dienstleister, Instandhaltung) ein wichtiger Faktor. Für die privaten Haushalte ist die ortsnahe Versorgung mit Leistungen des Handwerks (z. B. Lebensmittel, Kfz-Werkstätten etc.) ein Faktor, der Lebensqualität und Attraktivität der Region vermittelt.

#### Personalstruktur und -entwicklung
Die persönliche Qualifikation der Mitarbeiter ist der entscheidende Erfolgsfaktor für die Innovations- und Wettbewerbsfähigkeit des Handwerks.
- Der Facharbeiteranteil lag 2003 im Handwerk bei knapp 40 %. Ungelernte Arbeiter machten einen Anteil von nur 18 % aus. Angestellte waren im Handwerk mit 17 % in der Personalstruktur im Vergleich zur Gesamtwirtschaft (35 %) seltener vertreten.
- Der Frauenanteil lag 2003 mit knapp 33 % erheblich unter dem gesamtwirtschaftlichen Schnitt von 43,3 %.
- Im Jahr 2003 waren rund 25 % der Beschäftigten im Handwerk in nicht-standardisierten Arbeitsverhältnissen (zum Beispiel Teilzeitbeschäftigung) beschäftigt.
- Mitarbeiter von Kleinbetrieben nehmen stark unterproportional an externen Weiterbildungsmaßnahmen teil (70,6 % der Großbetriebe greifen auf Angebote privater Weiterbildungsträger zurück, aber nur 16,2 % der Kleinbetriebe).
- Die Löhne im Handwerk sind rund 25 % geringer als in der Industrie. Die Kluft zwischen Handwerk und Industrie beträgt für Facharbeiter bzw. Gesellen fast 1.000 Euro pro Monat.[6]

#### Unternehmensgründung
Die Gründungsquote im Handwerk betrug im Jahr 2001 etwa 4,7 % (gegenüber zirka 12 % in der Gesamtwirtschaft). Allerdings weisen deutsche Handwerksunternehmen eine überdurchschnittliche Lebenserwartung auf. Dies ist vor allem auf die gute Vorbereitung der „gründungsbereiten“ Jungunternehmer wegen des Meisterbriefes (großer Befähigungsnachweis) und auf die umfangreiche Gründungsberatung der Handwerkskammern zurückzuführen.

#### Perspektiven

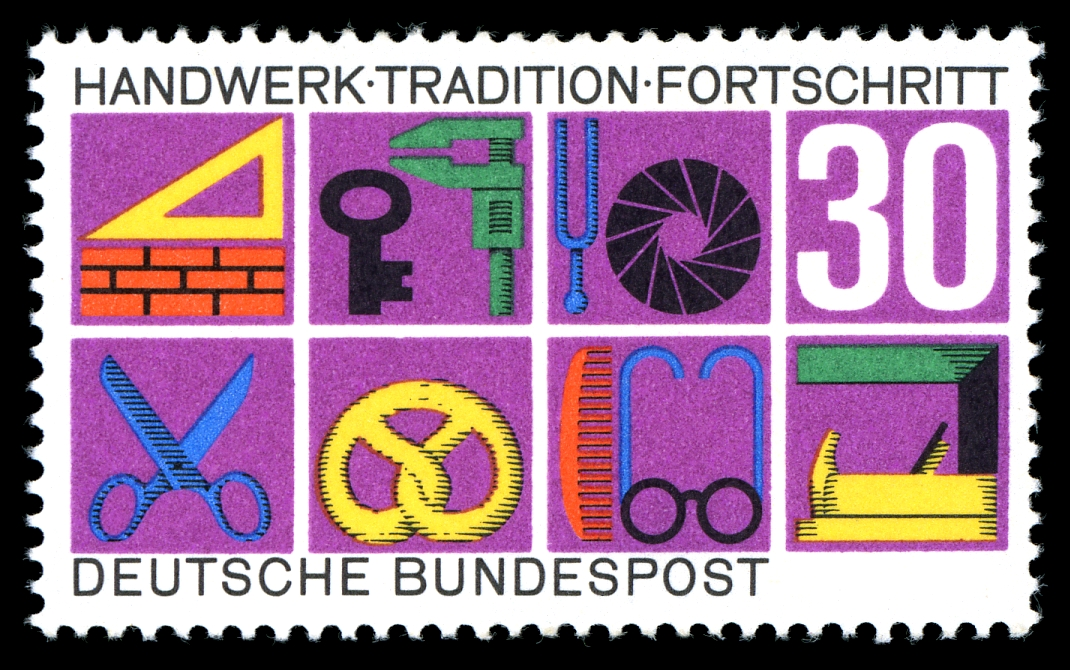
Briefmarke 1968
Handwerk, Tradition und Fortschritt

Folgende Entwicklungstrends sind für die Zukunft der Handwerksbetriebe in Deutschland – und Europa – maßgeblich:
1. Die demografische Entwicklung wird viele Absatzmärkte des Handwerks verändern; hier bestehen sowohl Risiken (Verlust von Kunden) als auch Chancen (Angebot besonderer Leistungen für ältere Kunden). Gleichzeitig wird es für das Handwerk zunehmend schwieriger, im Wettbewerb um qualifizierte Arbeitskräfte Personal im notwendigen Umfang und mit der notwendigen Qualifikation zu gewinnen.
2. Die Innovationsfähigkeit des Handwerks ist gegenüber der Industrie deutlich schwächer ausgeprägt. Handwerkliche Innovationen beziehen sich – im Gegensatz zu industriellen – besonders auf unternehmens- und anwendungsbezogene neue Entwicklungen, Lösungen und Verfahren.[7]
3. Auch der internationale Wettbewerb wird sich zunehmend auf das Handwerk auswirken; hier bestehen ebenfalls sowohl Risiken als auch Chancen.

Vor dem Hintergrund dieser Trends – die die verschiedenen Gewerke in unterschiedlichem Maße betreffen – gewinnt die berufliche Aus- und Weiterbildung stärker denn je an Bedeutung. Nur mit hochwertig ausgebildetem Personal kann das Handwerk die Herausforderungen der Zukunft meistern und Zukunftschancen nutzen. Ein attraktives Aus- und Weiterbildungsangebot ist außerdem auch notwendig, um qualifizierte Berufseinsteiger für das Handwerk zu gewinnen.
Untersuchungen zur Zukunft des Handwerks haben Chancen und Risiken dieses speziellen Wirtschaftsbereiches mit folgenden Ergebnissen analysiert.
- Viele Handwerksunternehmen können als KMU sehr flexibel und dynamisch im Wettbewerb agieren.
- Sie sind allerdings häufig auch überproportional von ungenügenden Finanzierungsmöglichkeiten, Fachkräftemangel, fehlenden Erfahrungen und Ressourcen auf dem Gebiet der Außenwirtschaft und Kooperation sowie mangelnder Teilhabe an Forschung und Entwicklung betroffen.
- Im Handwerk fallen traditionell niedrige Qualifikationserwartungen und gefordertes hohes Kompetenzprofil der Mitarbeiter zur Bewältigung komplexer Aufgaben immer weiter auseinander.
- Das Handwerk bietet hervorragende Identifizierungsmöglichkeiten. Handwerk steht für Regionalität, Herkunft, Authentizität, Handbearbeitung, Transparenz über Materialien, Inhalte und Verarbeitungsweisen. Handwerksunternehmen setzen in der Regel weniger auf Wachstum als auf Qualität und Balance.
- Handwerk in Deutschland leistet innovative Beiträge zu Produktentwicklungen. Eine Studie der Prognos AG untersucht die Innovationsbeiträge des Handwerks.
- Handwerker liefern unter engem Kundenkontakt und Berücksichtigung der Kundenwünsche anspruchsvolle und individuelle Lösungen.
- Handwerker reparieren, tauschen aus und restaurieren. Sie setzen in ökologischer und ökonomischer Notwendigkeit vermehrt auf Erhalt des Bestehenden.
- Das Handwerk ist im Umschwung begriffen: Betriebe, die innovative, kreative und komplexe Leistungen anbieten, erfahren Aufschwung, wohingegen traditionelle Betriebe vermehrt mit wirtschaftlichem Abschwung rechnen.
- Wegen explodierender Rohstoff- und Energiepreise erfahren Recycling, Energieeffizienz, minimierter Materialeinsatz und Reparaturen als Geschäftsfelder im Handwerk weitere Bedeutung.
- Die Generation 35 plus fordert zukunftsweisende Handwerkerleistungen. Insbesondere Frauen, die zu 80 % über die Verteilung verfügbaren Einkommens der Haushalte entscheiden, sollten als Hauptzielgruppe gelten.
- (Ältere) Kunden begnügen sich nicht allein mit qualitativ hochwertigen Handwerkerleistungen; sie erwarten kraft Wertewandels mehr an Spaß und Unterhaltung durch Produkte und Leistungen.
- Erfolgreiche Gestaltung von Unternehmenskooperationen für handwerkliche KMU wird, auch in Anbetracht vieler Fehlgriffe, zur Überlebensfrage. Kooperativität verspricht, angestrebte Produktivität überproportional zu steigern.
- Handwerk aus Deutschland hat international einen ausgezeichneten Ruf. Handwerkliche Unternehmen finden zunehmend Märkte in den europäischen Nachbarländern, etwa in Großbritannien, Polen, den Niederlanden und Norwegen, nachdem dort strukturelle Defizite zu einem Defizit vergleichbarer handwerklicher Qualifikationen geführt haben.
- Das Handwerk ist traditionell an einer Berufsausbildung interessiert. Daher hat das Handwerk auch Interesse, dass nur gut ausbildete Handwerker (idealerweise Meister) einen Handwerksbetrieb führen dürfen. Allerdings wurden bei Novellierungen der Handwerksordnung auch Gewerke ohne Meisterabschluss zur Gründung eines Handwerksbetriebes zugelassen. Das Handwerk hat dabei durchaus ein Interesse eine gründliche, meist dreijährige Ausbildung in einem Beruf durchzuführen.
- Derzeit gibt es eine heftige Diskussion über die Einordnung der (handwerklichen) Berufe in einen deutschen Qualifikationsrahmen. Letztlich geht es um die Zuordnung (handwerklicher) Berufe zu schulischen Abschlüssen und um die Durchlässigkeit und Chancengerechtigkeit beim Zugang zu den Hochschulen auch für Menschen mit einer Berufsausbildung und einem Meisterabschluss.

In allen Bundesländern, qualifizieren sich Handwerksmeister zugleich mit der Meisterprüfung bzw. der Prüfung zum Gestalter im Handwerk zur Berechtigung, an einer Hochschule ein Fach ihrer Wahl zu studieren. In Bayern haben Handwerksmeister seit dem Wintersemester 2009/2010 die Hochschulzugangsberechtigung; 387 Handwerksmeister haben sich im Wintersemester 2009/2010 an den bayerischen Universitäten eingeschrieben. Handwerksgesellen erwerben die Fachhochschulreife.
Daneben besteht eine Möglichkeit zur Weiterbildung für Handwerker zum „Gestalter im Handwerk“, wo unter anderem Kurse in Zeichnen und Darstellungstechniken, Grundlagen der Gestaltung, Farbgestaltung, Entwurf, Gestaltung, Projektentwicklung, Materialkunde, Werktechnik und Modellbau, Typografie und Layout, Fotografie und Dokumentation, Kunst- und Designgeschichte, Präsentation und Designmanagement belegt werden müssen. Die Prüfung findet in Form einer umfangreichen Projektarbeit statt. Die Akademien für Gestaltung in Deutschland sind dem Bildungsangebot ihrer jeweiligen Handwerkskammern angeschlossen und bieten den einjährigen Vollzeitkurs oder den berufsbegleitenden 2-jährigen Kurs an. Diverse Fördermodelle unterstützen Handwerker dabei.

#### Organisationsstruktur
Das Handwerk ist in Deutschland wie folgt organisiert:
Jeder zulassungspflichtige Handwerksbetrieb, die zulassungsfreien sowie handwerksähnliche Handwerke sind Pflichtmitglied in der regional zuständigen Handwerkskammer (vergleichbar der Industrie- und Handelskammer oder Rechtsanwaltskammer). Die Kammern bilden auf Ebene der Bundesländer regionale Kammertage und auf Bundesebene den Deutschen Handwerkskammertag als Spitzenorganisation der Handwerkskammern in Deutschland.
Ferner sind viele Handwerksbetriebe in Innungen freiwillig organisiert. Diese Innungen eines Kreises bilden auf regionaler Ebene die Kreishandwerkerschaften. Innungen desselben oder sich fachlich nahestehender Handwerke eines oder mehrerer Bundesländer können sich zu Landesfach- beziehungsweise Landesinnungsverbänden zusammenschließen. Diese Verbände können sich auf Landesebene zu regionalen handwerkeübergreifenden Regionalvereinigungen als landesweite Arbeitgeberverbände (oft Unternehmer- oder Gesamtverband bezeichnet) zusammenschließen. Auf Bundesebene bilden sie die Bundesinnungsverbände bzw. Zentralfachverbände, welche sich im Unternehmerverband Deutsches Handwerk (UDH) als Spitzenorganisation der Arbeitgeber im Handwerk Deutschlands zusammengeschlossen haben.
In den Bundesländern bilden die regionalen Kammertage mit den Unternehmer- bzw. Gesamtverbänden die regionalen Handwerkstage als Vertretung des Handwerks auf Länderebene.
Die 53 Handwerkskammern und 36 Zentralfachverbände bilden mit weiteren bedeutenden Einrichtungen des Handwerks den Zentralverband des Deutschen Handwerks (ZDH).
Der ZDH ist Mitglied der UEAPME, der Europäischen Union des Handwerks und der Klein- und Mittelbetriebe mit Sitz in Brüssel.
Weitere Organisationen des Handwerks sind z. B. die Junioren des Handwerks, welche speziell die Interessen junger Handwerksmeister und Führungskräfte vertreten, sowie der Arbeitskreis Unternehmerfrauen im Handwerk als Vertretung der im Handwerk tätigen Unternehmerinnen und in Leitungspositionen im Handwerk arbeitenden Frauen.
Die folgende Grafik gibt einen Überblick der deutschen Handwerksorganisation:

#### „Das Handwerk. Die Wirtschaftsmacht. Von nebenan.“

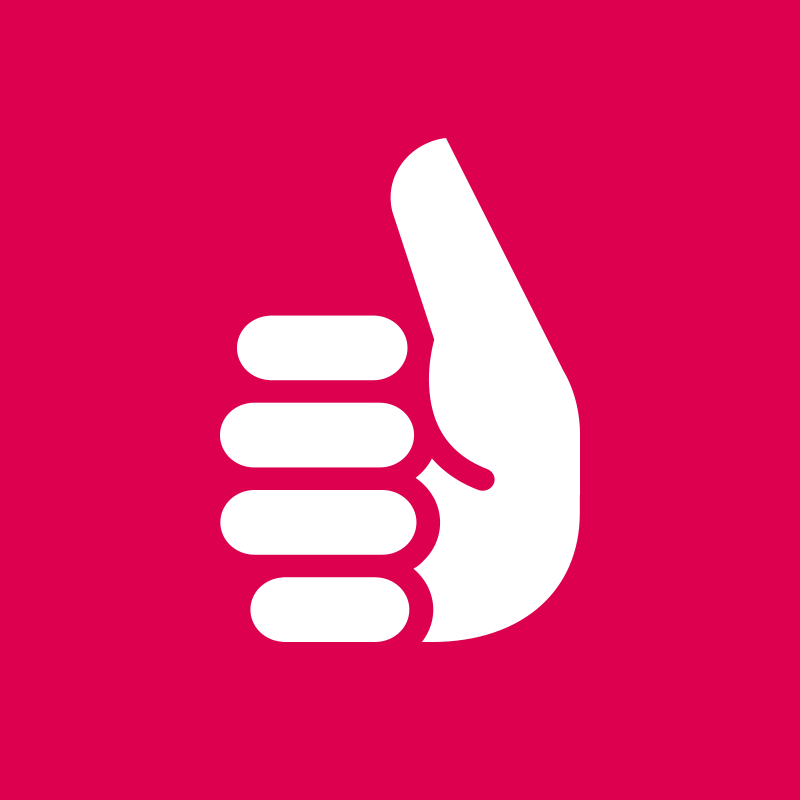
Logo von "Das Handwerk. Die Wirtschaftsmacht. Von nebenan."

Bei „Das Handwerk. Die Wirtschaftsmacht. Von nebenan.“ handelte sich um eine eingetragene Marke des Deutschen Handwerkskammertages (DHKT).
Seit 2010 führt das deutsche Handwerk unter dem entsprechenden Markendach eine bundesweite Imagekampagne durch mit der Zielsetzung, die wirtschaftliche und gesellschaftliche Bedeutung des Handwerks zu unterstreichen und jungen Menschen die Ausbildungs- und Karrieremöglichkeiten in den über 130 Handwerksberufen aus folgenden Bereichen näher zu bringen:
- Bau und Ausbau
- Metall und Elektro
- Holz und Kunststoff
- Bekleidungs-, Textil- und Lederhandwerk
- Lebensmittelhandwerk
- Gesundheits- und Körperpflegehandwerk sowie chemisches und Reinigungsgewerbe
- Grafisch-Gestaltendes Handwerk

Die Kampagne vermittelt ein modernes Bild des Wirtschaftsbereichs, räumt mit Vorurteilen auf und gibt Einblick in Ausbildung und Berufsalltag im Handwerk. Durchgeführt wird die Kampagne vom Deutschen Handwerkskammertag im Auftrag der 53 Handwerkskammern.
Neben bundesweiten Werbemaßnahmen in TV und auf Plakaten macht „Das Handwerk“ regelmäßig mit unterschiedlichen Aktionen auf sich aufmerksam und bietet jungen Menschen eine Anlaufstelle zur digitalen Berufsorientierung im Handwerk. 
Ausgewählte Aktionen:
- Tag des Handwerks
- Geilstes Praktikum der Welt
- Die Rekordpraktikanten
- Handwerk bringt dich überall hin

Werkzeuge zur Berufsorientierung:
- Der „Berufe-Filter“[9] ist ein Dienstprogramm, um auf Basis der eigenen Interessen Berufe im Handwerk zu entdecken.
- Der „Lehrstellen-Radar“[10] ist eine Plattform, auf der bundesweite Praktika und Ausbildungsstellen von Handwerksbetrieben eingetragen werden können und von potenziellen Azubis für die Suche danach genutzt werden können.
- Kontinuierliche Bespielung der Social-Media-Kanäle Instagram, Facebook, Twitter, TikTok und YouTube

## Zitate
Richard Sennett: „Etwas selbst dann richtig zu tun, wenn man dafür vielleicht gar nichts dafür bekommt, das ist wahrer Handwerksgeist. Und wie ich meine, vermag nur solch ein uneigennütziges Gefühl des Engagements und der Verpflichtung die Menschen emotional zu erheben. Anderenfalls unterliegen sie im Kampf ums Überleben.“
„Eine umfassende Definition [für eine handwerkliche Einstellung (im weiteren Sinn)] könnte lauten: etwas um seiner selbst willen gut machen. In allen Bereichen handwerklicher Einstellung spielen Disziplin und Selbstkritik eine wichtige Rolle. Man orientiert sich an gewissen Standards, und im Idealfall wird das Streben nach Qualität zum Selbstzweck.“